# La Compagnia (organizzazione criminale hawaiana)
La Compagnia, nota anche come Sindacato delle Hawaii (Hawaiian Syndicate), è il nome di un'organizzazione criminale che ha operato nelle Hawaii, controllando le attività illegali nello Stato dalla fine degli anni '60 fino alla metà degli anni '90.

## Storia
Negli anni '60, la criminalità organizzata alle Hawaii era dominata principalmente da gruppi criminali asiatici locali, come le Triadi cinesi, la Yakuza giapponese, la Kkangpae coreana e alcune bande criminali samoane. Il primo cambiamento significativo avvenne nel 1962, quando il coreano George Chung fondò la propria organizzazione criminale, reclutando membri tra coreani, giapponesi, cinesi, samoani e nativi hawaiani. Mentre le bande etniche più piccole si contendevano il controllo del territorio, causando diversi scontri, col tempo, Chung riuscì a creare un ambiente in cui ogni gang potesse operare senza interferenze.
Nel luglio del 1967, Chung venne ucciso a colpi di arma da fuoco in una bisca di Honolulu.
La morte di Chung creò un vuoto di potere nel panorama della criminalità organizzata alle Hawaii, con vari capi malavitosi che si contendevano il controllo del territorio. Per un breve periodo, il potere passò ad una banda composta principalmente da samoani, guidata da Alema Leota. Nel 1969, Wilford Pulawa, un nativo hawaiano e luogotenente di Leota, decise di allontanarsi da quest'ultimo e fondare un nuovo sindacato criminale, reclutando principalmente criminali locali di origine hawaiana. Questo sindacato sarebbe in seguito diventato noto come La Compagnia.

## Wilford "Nappy" Pulawa
Sotto la guida di Pulawa, La Compagnia impose un controllo rigoroso sui racket criminali delle isole, ricorrendo anche all'uso della violenza, quando necessario. L'organizzazione si concentrò principalmente su attività illegali come il gioco d'azzardo, la prostituzione negli hotel turistici, il racket sindacale, l'estorsione ai danni di attività commerciali legali e illegali, e il traffico su larga scala di eroina cinese. Durante la sua guida, la Compagnia impose tributi a chiunque volesse fare affari alle Hawaii, inclusi membri della mafia continentale, allibratori e operatori del gioco d'azzardo. L'organizzazione estese il suo controllo anche su alcune comunità hawaiane sulla terraferma, in particolare in Nevada e California. Sebbene fosse riuscito a stringere alleanze durature con personaggi della mafia americana, in alcuni casi ci furono anche rivalità. Si racconta ad esempio che, quando due gangster di Chicago, attivi a Las Vegas, furono inviati alle Hawaii per punire un capo di una gang locale hawaiana che si era infiltrato nel racket del gioco d'azzardo illegale in Nevada, la Compagnia uccise i due criminali, smembrò i loro corpi e li inviò sulla terraferma in un baule con un biglietto che recitava: "Delizioso, mandatene ancora".
Lo strapotere di Pulawa si concluse nel 1973, quando iniziò a investire ingenti somme di denaro illecito nel mercato immobiliare. Le autorità, venute a conoscenza dei suoi piani per l’acquisto di numerose strutture turistiche in California, riuscirono ad arrestarlo con l’accusa di evasione fiscale. Fu incarcerato nel 1975 e condannato a 24 anni in una prigione federale, gran parte dei quali trascorsi nel penitenziario di McNeil Island, nello stato di Washington. Ottenuta la libertà vigilata nel 1984, fece ritorno sull’isola per occuparsi di attività sindacali. Nel frattempo, all’interno della Compagnia era scoppiata una lotta per il potere: vari esponenti di spicco si contendevano il controllo della vasta rete criminale, ormai infiltrata in numerosi settori della vita hawaiana, dall’intrattenimento e la pesca, al lavoro organizzato, fino ai movimenti culturali e per i diritti delle Hawaii.

## Il post-Pulawa
Con la fine della leadership di Pulawa, la Compagnia fu travolta da crescenti tensioni interne, poiché vari luogotenenti e altre famiglie criminali iniziarono a contendersi il controllo dell’organizzazione. Figure di spicco della malavita hawaiana, come la famiglia Joseph, Ronald Kainalu Ching e Henry Huihui, acquisirono notorietà crescente a causa delle loro attività illecite e del coinvolgimento in numerosi casi di omicidio.
Charles Marsland, procuratore della città di Honolulu, mosso anche dal sospetto che l'omicidio del proprio figlio diciannovenne fosse legato alla criminalità organizzata, decise di lanciare una decisa offensiva contro la malavita. Nel 1984, grazie ad una task force contro il crimine organizzato da lui guidata, in collaborazione con gli investigatori federali, riuscì a far arrestare Henry Huihui e Ronald Kainalu Ching. Entrambi, una volta in custodia, scelsero di collaborare con le autorità: Huihui divenne un informatore per il governo federale. I due erano implicati in una lunga serie di crimini, inclusi omicidi, e le loro confessioni portarono all’incriminazione di numerosi altri individui. 
Nell’aprile del 1984, Huihui fu accusato di reati federali legati al gioco d’azzardo e all’estorsione, oltre che di omicidio. Ching, invece, nell’agosto del 1985, venne condannato a quattro ergastoli per altrettanti omicidi.
La famiglia Joseph, guidata da Charlie Stevens, mantenne il controllo delle attività criminali lungo la costa di Waianae fino ai primi anni Novanta. Nel 1991, Stevens fu arrestato con gravi accuse che includevano gioco d’azzardo illegale, estorsione, rapimento, traffico di droga e omicidio. Due anni dopo, nel maggio del 1993, fu condannato a 20 anni di carcere senza possibilità di ottenere la libertà condizionale.
Le incriminazioni di numerosi membri di spicco della Compagnia segnarono la fine del suo dominio sul crimine organizzato nelle Hawaii. Sebbene i resti del sindacato e alcune nuove generazioni di criminali nativi hawaiani a esso legati siano ancora attivi e mantengano una certa influenza sulla malavita locale, il controllo assoluto e capillare esercitato un tempo è ormai un ricordo del passato. Oggi, la criminalità organizzata nelle Hawaii assomiglia maggiormente a quella degli anni ’60, con la presenza di vari gruppi etnici — tra cui Triadi, Yakuza, organizzazioni criminali coreane e samoane, oltre ai sindacati criminali nativi hawaiani, compresi i residui della Compagnia — ciascuno impegnato autonomamente nelle proprie attività illecite sul territorio.

## Nella cultura popolare
La Compagnia è stata utilizzata nella prima stagione del reboot di Magnum PI, come una nuova gang risorta dopo la fine del suo regno negli anni '90.
Il 2 aprile 2025 è stato annunciato che lo scrittore Nick Bilton e l'attore Dwayne Johnson stanno attualmente lavorando alla realizzazione di un libro sulla storia della Compagnia, con un focus particolare sulla figura di Wilford Pulawa. Il libro fungerà anche da base per la realizzazione di un film diretto da Martin Scorsese e con Dwayne Johnson, Emily Blunt e Leonardo di Caprio come interpreti.